# Soninkara
Soninkara signifie littéralement « le pays des Soninké » ou « la maison des Soninké ». Ce terme désigne l’ensemble des territoires historiquement occupés par le peuple Soninké, regroupant plusieurs royaumes et cités-États issus de la décomposition de l’ancien empire du Wagadu,,,.

## Territoire et peuplement
Au Mali, en Mauritanie et au Sénégal, les Soninkés occupent une large bande continue s’étendant sur plusieurs centaines de kilomètres, du Gajaaga à l’ouest jusqu’au ouagadou commune malienne à l’est. Bien qu’ils constituent le groupe ethnique le plus important de cette zone sahélienne, ils partagent ce territoire avec d’autres populations nomades ou sédentaires telles que les Bambaras, Maures, Peuls et Toucouleurs.
Le peuplement du pays Soninké s’est effectué progressivement depuis plus d’un millénaire, au fil d’une histoire marquée par le contact et les échanges avec d’autres groupes. Le territoire Soninkara couvre aujourd’hui plusieurs pays d’Afrique de l’Ouest, notamment :
- La Mauritanie
- Le Mali
- La Gambie
- Le Sénégal

On distingue plusieurs formations politiques (jamaane), une douzaine au XIXe siècle à la veille de la colonisation, qui continuent à marquer des différences au sein du peuple Soninké.

## Histoire politique et sociale
Parmi les anciennes formations politiques de la zone sahélienne, la plus célèbre est sans doute le Wagadu, dont le nom évoque un passé prestigieux. Cet État a joué un rôle dominant du VIIIe au XIe siècle. Après la chute du Wagadu, le territoire Soninké s’est organisé en plusieurs royaumes indépendants, parfois en cités-États, comme Goumbou qui ont perduré jusqu’à la veille de la colonisation.
Cette diversité ancienne est le produit d’une longue histoire et s’est conjuguée avec des héritages coloniaux spécifiques et l’appartenance à trois États bien différents, avec leurs situations géographiques et compositions sociales propres.
Dans d’autres régions d’Afrique de l’Ouest, on trouve également des minorités Soninké qui, tout en gardant leur identité, n’ont pas constitué de formations politiques propres. C’est le cas notamment au Fuuta Tooro dans la vallée du Sénégal, en Gambie, en Haute Casamance, au Fuuta Jallon en Guinée, dans la région de Tichitt en Mauritanie, au Karta et dans le delta intérieur du Niger (Dia, Djenné...).

## Organisation sociale et pouvoir
L’organisation sociale actuelle des différentes régions Soninkés est un héritage du passé précolonial. Sur le plan politique, le pouvoir était exercé au niveau du jamaane par un chef issu d’un clan dirigeant appartenant à l’aristocratie guerrière. Ce chef se nommait :
- Tunka au Gajaga , Diafunu , Guidimakha
- Jaman-gume au khaniaga
- Haren au Kingi ( karta )

Il gouvernait avec un conseil d’anciens composé de notables, parents et alliés de statut « libre » ou « noble » (hôoro), de clients (nyaxamalani) et d’esclaves de confiance (komo-xooro, jonkurunko...).
Dans la plupart des pays Soninkés, le pouvoir du chef était limité par celui des chefs de village (debi-gumu) qui conservaient une large autonomie, notamment au Guidimaxa et au Diafunu. Dans d’autres États, comme au Gajaga ou au Kingi, le pouvoir central était plus fort.
Les familles dirigeantes, appelées tunka-n-lenmu dans la plupart des régions et hankama-n-lenmu au Kingi, devaient compter avec l’influence d’autres groupes sociaux : alliés militaires (mangu au Gajaaga, soninka-xooro au Kingi), maîtres de la terre (nyiinya-gumu), marabouts (moodini), etc.
On retrouve partout en pays Soninké la coexistence d’anciennes familles guerrières animistes (toori-gumu, « porteurs de tresse » ou tugura-gumu, « porteurs de carquois ») et de familles maraboutiques.

## Les royaumes et familles dirigeantes
Parmi les royaumes Soninké, la direction est restée longtemps dans les mêmes familles :
- Le Diafounou, dirigé par la famille Doucouré
- Le Guidimakha, dirigé par les familles Camara et Soumaré
- Le Kaarta (Kingi ou Diarra), dirigé par les Wagué Niakathé

## Soninkara face à la colonisation
C’est au moment de la colonisation que le terme Soninkara prend toute son ampleur. Face à la conquête et à la puissance de feu coloniale, les Soninké ont mis de côté leurs divisions territoriales et anciennes rivalités claniques. À partir de ce moment, on a vu des alliances défensives inédites.
Par exemple, le Khaniaga est venu à plusieurs reprises en aide au Diafounou dirigé par les Doucouré pour contrer les raids des Maures venant du nord. Cette alliance entre les Doucouré, Soumaré et Camara, toujours célébrée par les griots, témoigne de cette unité retrouvée.
Un événement marquant de la valeur du nom Soninkara fut le soutien des cavaliers du Diafounou à Mamadou Lamine Drame et le siège du tata de Gori. Pendant plusieurs mois, les forces de  ahmadou assiégèrent le fils du marabout, Chouayb Drame, à Gori, capitale du Diafounou à cette époque. Cet événement marque l’effondrement du système politique du Diafounou.

## Période coloniale et migration
Le terme Soninkara a également été valorisé par les autorités coloniales, qui voyaient dans le pays Soninké un territoire politiquement organisé et stable économiquement, avec une économie basée sur l’agriculture.
Cependant, les autorités coloniales se heurtèrent rapidement à la résistance des Soninké, qui voyaient les colons comme des infidèles renonçant à toute alliance. C’est l’une des raisons pour lesquelles la capitale du Soudan français fut transférée de Kayes à Bamako, un territoire moins hostile, en 1892.
À la veille des indépendances, la France mit en place une politique massive de migration visant à vider l’aristocratie guerrière Soninké, les familles maraboutiques et politiques défiant l’autorité coloniale. Dans ce contexte, des dizaines de milliers de Soninké émigrèrent en France, représentant jusqu’à 70 % de la population subsaharienne immigrée en 1980.